# Turbulències
Turbulències (títol original: Turbulence) és un thriller estatunidenc dirigit i coproduït per Robert Butler el 1997 sobre un guió de Jonathan Brett. El càsting el componen Ray Liotta en el paper de Ryan Weaver, de Lauren Holly en el paper de Teri Halloran. Ha estat doblada al català.

## Argument
Un avió de la Transcontinental Airlines serveix d'intriga a aquest thriller. La nit de Nadal, el vol 47 de la T.A. és a punt d'enlairar-se amb pocs passatgers a bord i l'hostessa, Teri Halloran, pensa que serà un vol de rutina. Per desgràcia l'avió transporta presoners criminals, un atracador de bancs i un assassí en sèrie, Stubbs i Weaver, tots dos escortats per agents de l'FBI. El vol ràpidament es transforma en malson quan un dels presoners, intenta una presa d'hostatges i elimina els agents de l'FBI.

## Repartiment
- Ray Liotta: Ryan Weaver
- Lauren Holly: Teri Halloran
- Hector Elizondo: Aldo Hines
- Ben Cross: Samuel Bowen
- Catherine Hicks: Maggie
- Rachel Ticotin: Rachel Taper
- Brendan Gleeson: Stubbs
- Jeffrey DeMunn: Brooks
- Callie Thorne: Laura
- Gran L. Bush: Al Arquette
- J. Kenneth Campbell: Matt Powell
- Michael Harney: Marty Douglas
- Alan Bergmann: Mr Kramer
- James G. MacDonald: Ted Kary
- R.J. Knoll: Kip
- Danna Hansen: Mrs Kramer

## Rebuda
- Premis 1997: 2 Nominacions als Premis Razzie, incloent pitjor actriu (Lauren Holly)
- Crítica: "Turbulence" va obtenir molt males crítiques i va ser un fracàs de taquilla: amb prou feines va recaptar 11 milions de dòlars -va tenir un pressupost de 55 milions-. Malgrat això, va tenir dues seqüeles que van sortir directament al mercat de video: "Turbulence 2: Fear of Flying" i "Turbulence 3: Heavy Metall", cadascuna amb un repartiment diferent.[3]